# Трансцендентно число
Трансцендентно число е число, което не може да се получи като решение на уравнение, изградено от многочлен с рационални коефициенти и неравно на нула. Най-известните примери за трансцендентни числа са константата пи ({\displaystyle \pi }) и неперовото число ({\displaystyle e}). Въпреки че са известни само няколко случая на трансцендентни числа (отчасти, защото е много трудно да се докаже, че дадено число е трансцендентно), те съвсем не са редки. Всъщност, почти всички реални и комплексни числа са трансцендентни, тъй като алгебричните числа са изброими, докато редиците от реални и комплексни числа са неизброими. Всички реални трансцендентни числа са ирационални, тъй като всички рационални числа са алгебрични. Обраното не е вярно: не всички ирационални числа са трансцендентни; например квадратният корен от 2 е ирационален, но не трансцендентен, тъй като е решение на многочленното уравнение x2 − 2 = 0. Друго ирационално число, което не е трансцендентно е златното сечение, {\displaystyle \varphi } или {\displaystyle \phi }, защото е решение на многочленното уравнение x2 − x − 1 = 0.

## Свойства
- Множеството на трансцендентните числа е континуално.
- Всяко трансцендентно реално число е ирационално, но обратното не е вярно.
- Редът на множеството на трансцендентните реални числа е изоморфен на реда на множеството на ирационалните числа.
- Мярката на ирационалност на почти всяко трансцендентно число е равна на 2.

## Примери
- Числото {\displaystyle \pi }.
- Числото {\displaystyle e}.
- Десетичният логаритъм на кое да е цяло число, освен числата от вида {\displaystyle 10^{n}}.[1]
- {\displaystyle \sin a}, {\displaystyle \cos a} и {\displaystyle \mathrm {tg} \,a} за кое да е ненулево алгебрично число {\displaystyle a}.

## История
Името „трансцендентно“ идва от латинското transcendĕre – „изкачвам, прехвърлям“ и е използвано за пръв път в математиката от Лайбниц през 1682 г. в негов труд, където доказва, че sin(x) не е алгебрична функция на x. Ойлер е може би първият човек, който определя трансцендентните числа в съвременния им смисъл.
Йохан Ламберт предполага, че e и π са трансцендентни числа в своя труд от 1768 г., доказващ, че числото π е ирационално, и предлага пробна скица за доказателство на трансцендентността на π.
Жозеф Лиувил е първият, доказал съществуването на трансцендентни числа през 1844 г., а през 1851 г. дава първите десетични примери като числото на Лиувил:
{\displaystyle \sum _{k=1}^{\infty }10^{-k!}=0.1100010000000000000000010000\ldots }
в което n-тата цифра след десетичната запетая е 1, ако n е равно на k! (k факториел) за някои k и 0 в противния случай. С други думи, n-тата цифра на това число е 1 само ако n е едно от числата 1! = 1, 2! = 2, 3! = 6, 4! = 24 и т.н. Лиувил показва, че това число е именно това, което днес наричаме число на Лиувил. В основата си това означава, че то може да бъде приближено по-близко чрез рационални числа, отколкото с кое да е ирационално алгебрично число. Лиувил доказва, че всички числа на Лиувил са трансцендентни.
Първото число, което е доказано, че е трансцендентно, без да бъде специално построено за целта, е e от Шарл Ермит през 1873 г.
През 1874 г. Георг Кантор доказва, че алгебричните числа са изброими, а реалните числа са неизброими. Той, също така, дава нов метод за построяване на трансцендентни числа. През 1878 г. Кантор публикува конструкция, която доказва, че има толкова трансцендентни числа, колкото и реални числа. Неговия труд установява вездесъщността на трансцендентните числа.
През 1882 г. Фердинанд фон Линдеман публикува доказателство, че числото π е трансцендентно. Първоначално показва, че ea е трансцендентно, когато a е алгебрично и ненулево. Тогава, тъй като eiπ= −1 е алгебрично, iπ и следователно (вж. равенство на Ойлер) π трябва да е трансцендентно. Този подход е обобщен от Карл Вайерщрас в теоремата на Линдеман-Вайерщрас. Трансцендността на π позволява доказателството на невъзможността на няколко древни геометрични построения, сред които построения с линийка и пергел, включващи известната квадратура на кръга.
През 1900 г. Давид Хилберт поставя влиятелен въпрос относно трансцендентните числа: Ако a е алгебрично число, което не е нула или единица, а b е ирационално алгебрично число, то задължително ли е ab да е трансцендентно? Потвърдителният отговор е предоставен през 1934 г. от теоремата на Гелфон-Шнайдер. Трудът е разширен от Алан Бейкър през 1960-те години.